# گراندیگالا
گراندیگالا (به لاتین: Gerandigala) یک منطقهٔ مسکونی در سری‌لانکا است که در سری‌لانکا واقع شده‌است.